# Tintin au Congo
Vous lisez un « article de qualité » labellisé en 2014.
Tintin au Congo (initialement intitulé Les Aventures de Tintin, reporter du « Petit Vingtième », au Congo) est le deuxième album de la série de bande dessinée Les Aventures de Tintin, créée par le dessinateur belge Hergé.
Depuis 1928, Hergé est rédacteur en chef du Petit Vingtième, le supplément jeunesse du journal belge Le Vingtième Siècle dans lequel il publie Tintin au pays des Soviets et Quick et Flupke, et connaît un grand succès. Son patron et mentor, l'abbé Norbert Wallez, lui demande alors de dessiner une nouvelle aventure de Tintin qui se déroulera cette fois-ci au Congo, colonie belge depuis 1908. L'histoire est publiée en noir et blanc, de juin 1930 jusqu'en juin 1931, dans les pages du Petit Vingtième. Le succès est à nouveau au rendez-vous. En 1946, dans le cadre de la colorisation des Aventures de Tintin, Hergé s'adjoint les services d'Edgar P. Jacobs, et ils réécrivent ensemble l'album dans un format plus court et en couleurs.
Après la Seconde Guerre mondiale, Tintin s'internationalise mais l'auteur est accusé de véhiculer des préjugés racistes, ce qui amène les éditions Casterman à ne pas rééditer Tintin au Congo avant 1970, rendant de fait l'album introuvable en librairie dans les années 1960. Sous la pression d'Hergé, son éditeur réimprime finalement l'aventure au début des années 1970. La polémique ne refait surface qu'au début du XXIe siècle, au moment de l'annonce de la production d'une série de films par Steven Spielberg, dans l'univers de Tintin. Plusieurs librairies anglo-saxonnes déplacent l'album vers le rayon pour adultes, et une plainte est déposée en Belgique pour interdire sa vente — toutefois sans résultat. Il n'en demeure pas moins très populaire au Congo.
Le récit fait aujourd'hui l'objet de nombreuses critiques par des auteurs qui déplorent l'inconsistance du scénario, mais remarquent néanmoins l'amélioration du style d'Hergé. La version en couleurs de 1946 est également critiquée pour son manque de réalisme. Cela n'empêche pas Tintin au Congo d'être l'une des aventures de Tintin les plus populaires auprès des jeunes lecteurs, avec plus de dix millions d'exemplaires vendus dans le monde.

## Résumé

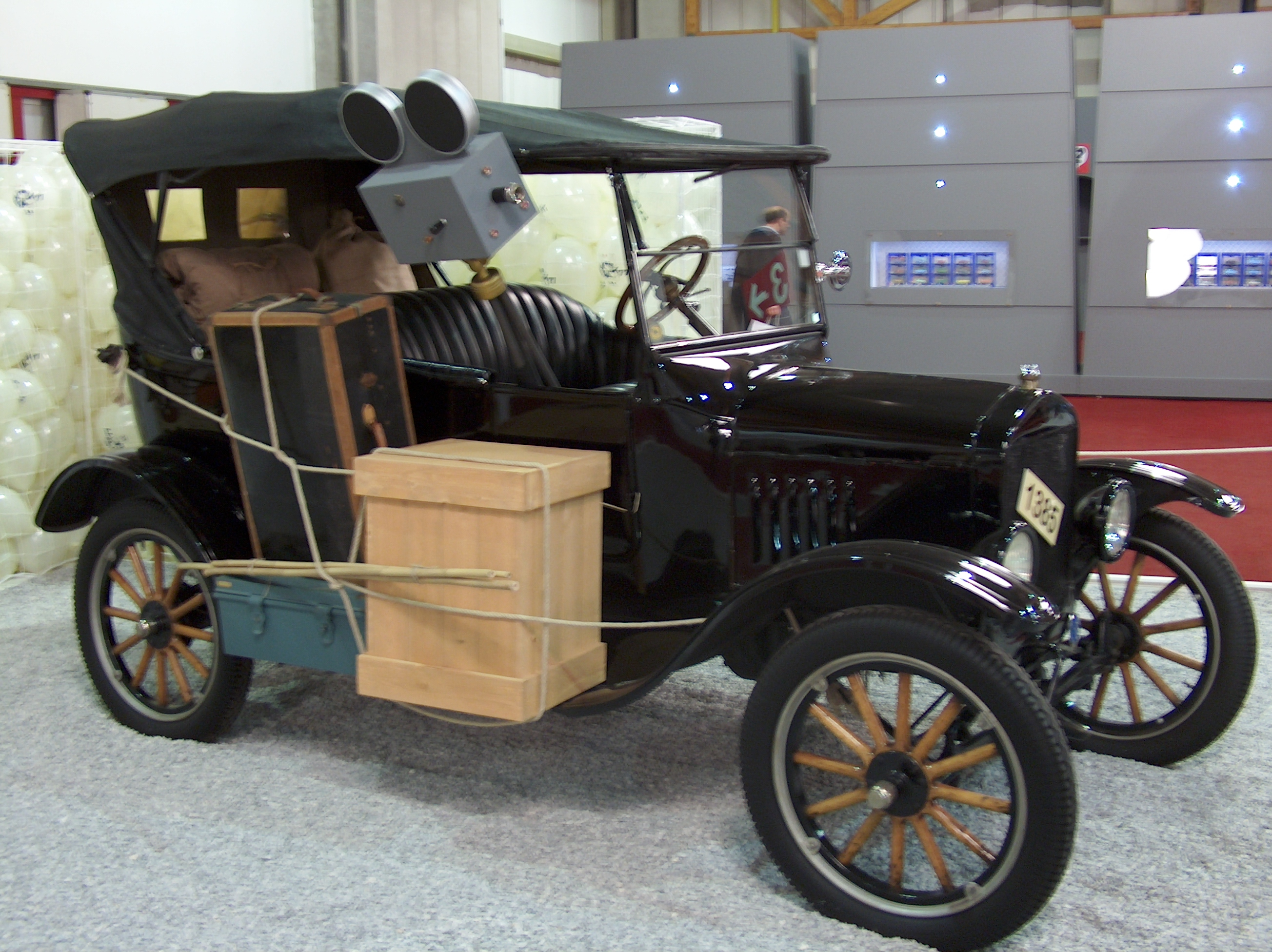
Une Ford Model T, comme celle de la couverture de Tintin au Congo.

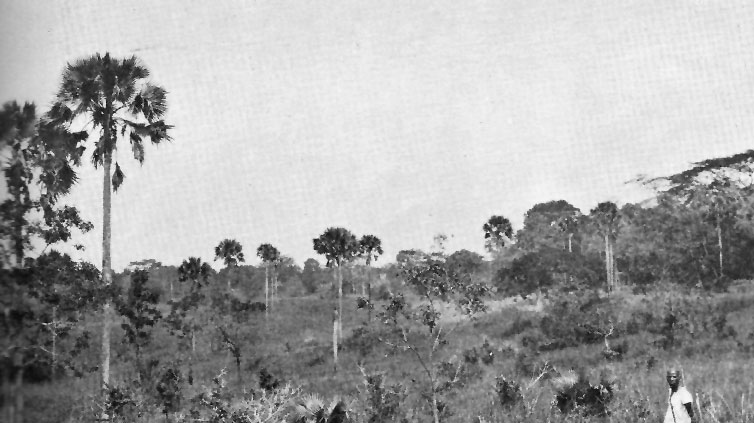
Paysage de savane au Congo belge en 1943.

La trame de l’histoire se compose de péripéties dans lesquelles Tintin et son chien Milou se tirent de difficultés et de dangers, le tout dans une atmosphère de propagande coloniale.
Le reporter Tintin se rend en paquebot au Congo belge dans le cadre de son travail. Le voyage est éprouvant, car Milou est successivement attaqué par un perroquet, par le passager clandestin Tom, futur ennemi de Tintin, et par un requin. Leur arrivée en Afrique est acclamée par la foule. Une fois repoussées les sollicitations de journaux qui souhaitent lui acheter son reportage, Tintin engage un boy, Coco, pour l'accompagner. Le trajet est loin d'être de tout repos : Tintin sauve Milou d'un crocodile, puis d'un singe, et capture Tom qui essayait de lui voler sa voiture.

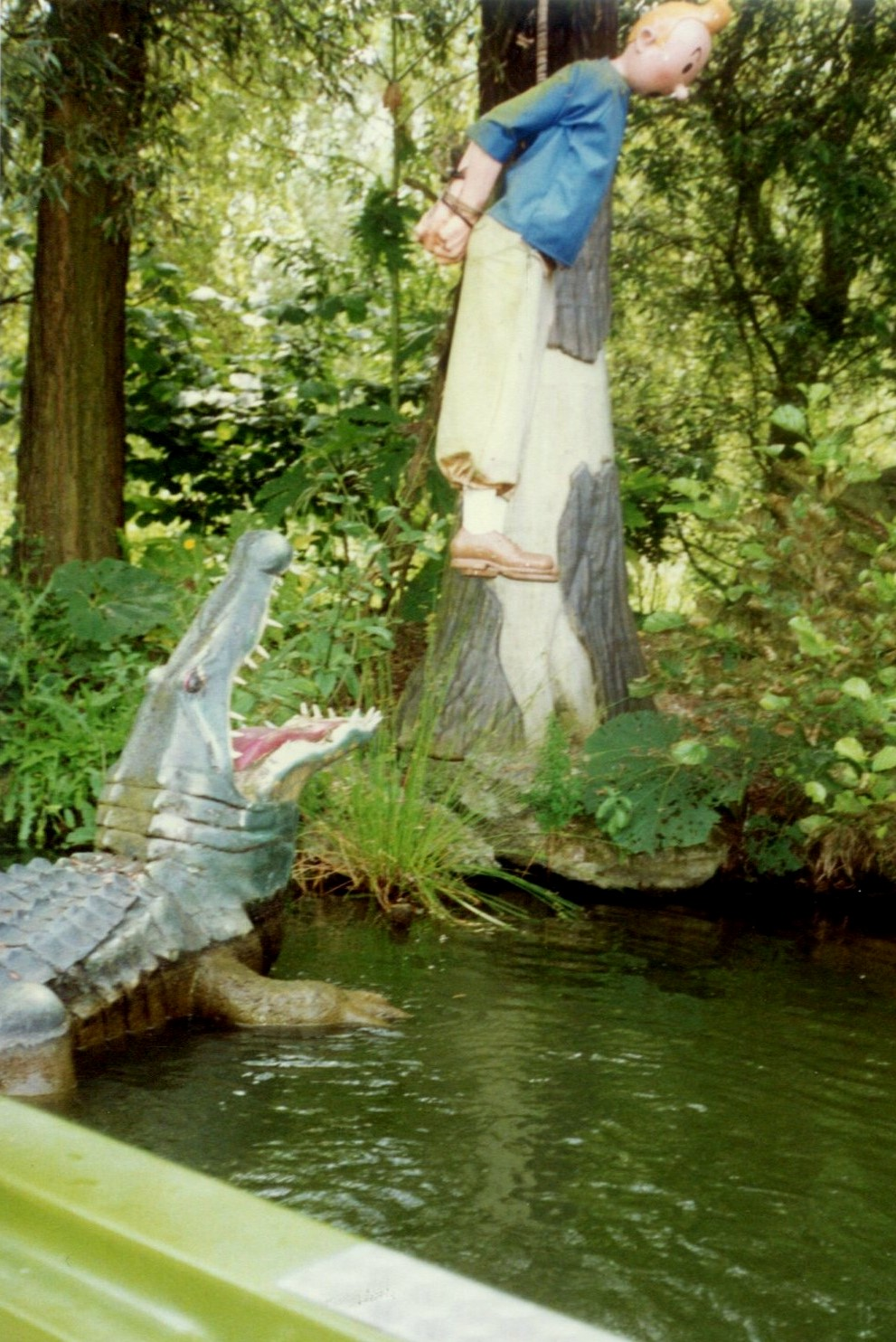
Reconstitution de la scène de Tintin face à un crocodile, au parc Walibi, en 1992.

Au royaume des Ba Baoro'm, Tintin est emmené par le roi de la tribu à une chasse au lion qui se passe mal, mais cette fois-ci c'est Milou qui sauve Tintin des griffes du fauve. Se sentant menacé par ce jeune blanc, le sorcier des Ba Baoro'm Muganga, accompagné de Tom, l'accuse de sacrilège, et Tintin est emprisonné. Délivré par Coco, il évente le piège et devient le nouveau grand chef. Le sorcier provoque alors une guerre avec la tribu des m'Hatouvou et tente de tuer Tintin, sans plus de succès. Tom capture finalement les héros, abandonne Tintin aux crocodiles et Milou à un boa, avant qu'un missionnaire ne les sauve de justesse.
Tintin est accueilli dans la Mission, où il donne un cours de mathématiques, et part à la chasse à l'éléphant. Tom l'intercepte à son retour et le laisse pour mort. Averti par Milou, le missionnaire sauve Tintin. Poursuivi par ce dernier, Tom finit dévoré par les crocodiles. Tintin découvre que Tom avait rendez-vous dans la ville fictive de Kalabelou avec un certain Gibbons. Ce dernier apprend alors au reporter que les hommes voulant sa mort sont des gangsters affiliés à Al Capone qui tentent de prendre le contrôle de la production de diamants au Congo. Après l'arrestation des bandits, Tintin et Milou partent en safari pour filmer des animaux, avant d'être récupérés en avion pour un nouveau reportage en Amérique.

## Histoire

### Contexte d'écriture

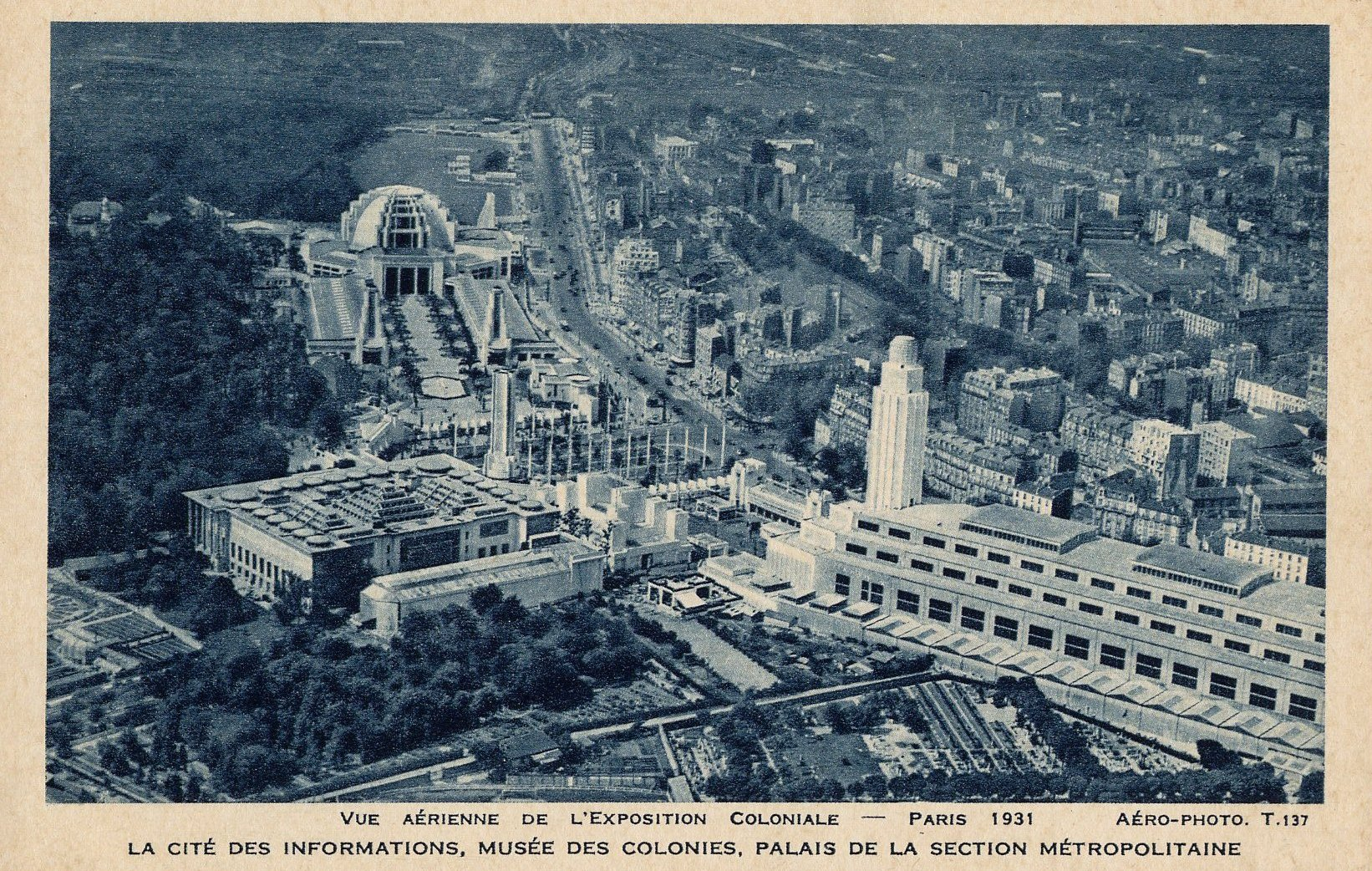
Vue aérienne des bâtiments de la section métropolitaine de l'exposition coloniale de Paris en 1931.

Depuis 1925, Georges Remi — qui signe son travail sous le pseudonyme Hergé — est employé au Vingtième Siècle. Ce journal de Bruxelles est résolument catholique et conservateur, et surtout proche d'une idéologie fasciste qu'incarne Benito Mussolini en Italie, tenu en haute estime par le rédacteur en chef, l'abbé Norbert Wallez. Le quotidien se définit d'ailleurs comme un « journal catholique de doctrine et d’information ». Jusqu'à la fin de l'année 1928, Hergé occupe un poste de reporter-photographe et de dessinateur, mais il gagne avant tout sa place en réalisant des petits travaux graphiques à la demande. Wallez lui confie alors les clefs d’un supplément pour la jeunesse, Le Petit Vingtième, qui est intégré au Vingtième Siècle. Outre son travail de rédacteur en chef, Hergé y publie en particulier deux nouvelles séries de bande dessinée : Tintin au pays des Soviets, de janvier 1929 à mai 1930, et Quick et Flupke à partir de janvier 1930. Devant la charge de travail qui s'accumule, il demande à son rédacteur en chef d'embaucher des assistants : Eugène Van Nyverseel le rejoint le 1er janvier 1929, ainsi que Paul Jamin en mars 1930. Il travaille également avec Germaine Kieckens, la secrétaire de Norbert Wallez, dont il est amoureux. Pendant l'année 1930, il multiplie les approches, en vain. Devant sa persévérance et le soutien de l'abbé pour cette union, Germaine se décide à l'épouser en mai 1931.

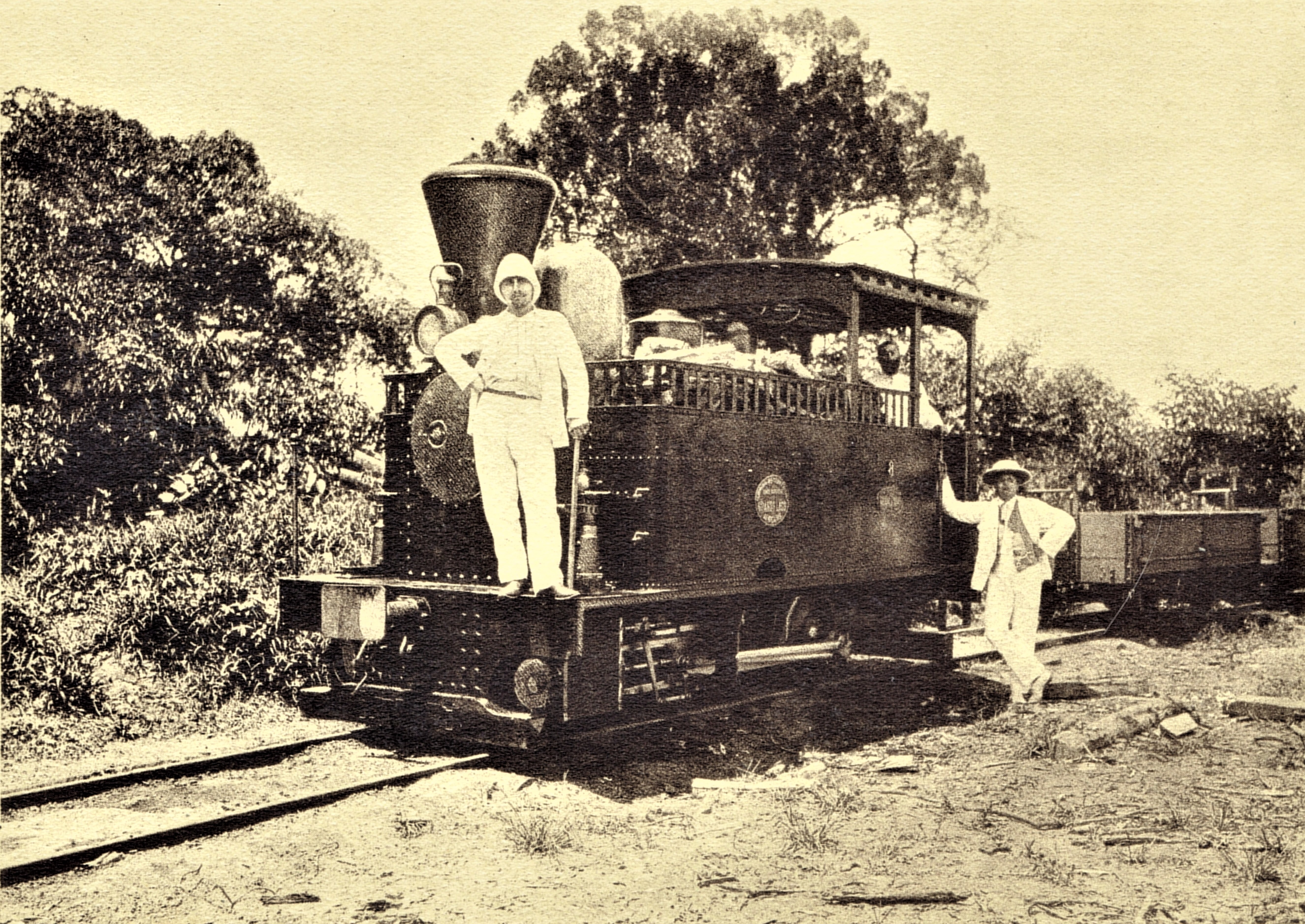
Locomotive à Coquilhatville vers 1910.

Hergé a 23 ans. Après le succès retentissant de Tintin au pays des Soviets, il travaille sur une nouvelle aventure de son héros et songe à l'envoyer en Amérique, afin de rencontrer les Peaux-Rouges qui le passionnent depuis son enfance. Wallez en décide autrement malgré le manque d'enthousiasme de l'auteur, il choisit le Congo belge comme future destination de Tintin : son espoir est de faire naître une vocation coloniale chez les jeunes lecteurs. Ce territoire est belge depuis 1908 grâce à l'action d'Henry Morton Stanley et du roi Léopold II de Belgique, qui en a transmis la propriété à son royaume, et un manque chronique de main-d'œuvre atténue fortement les capacités de production de la colonie (caoutchouc et ivoire par exemple).

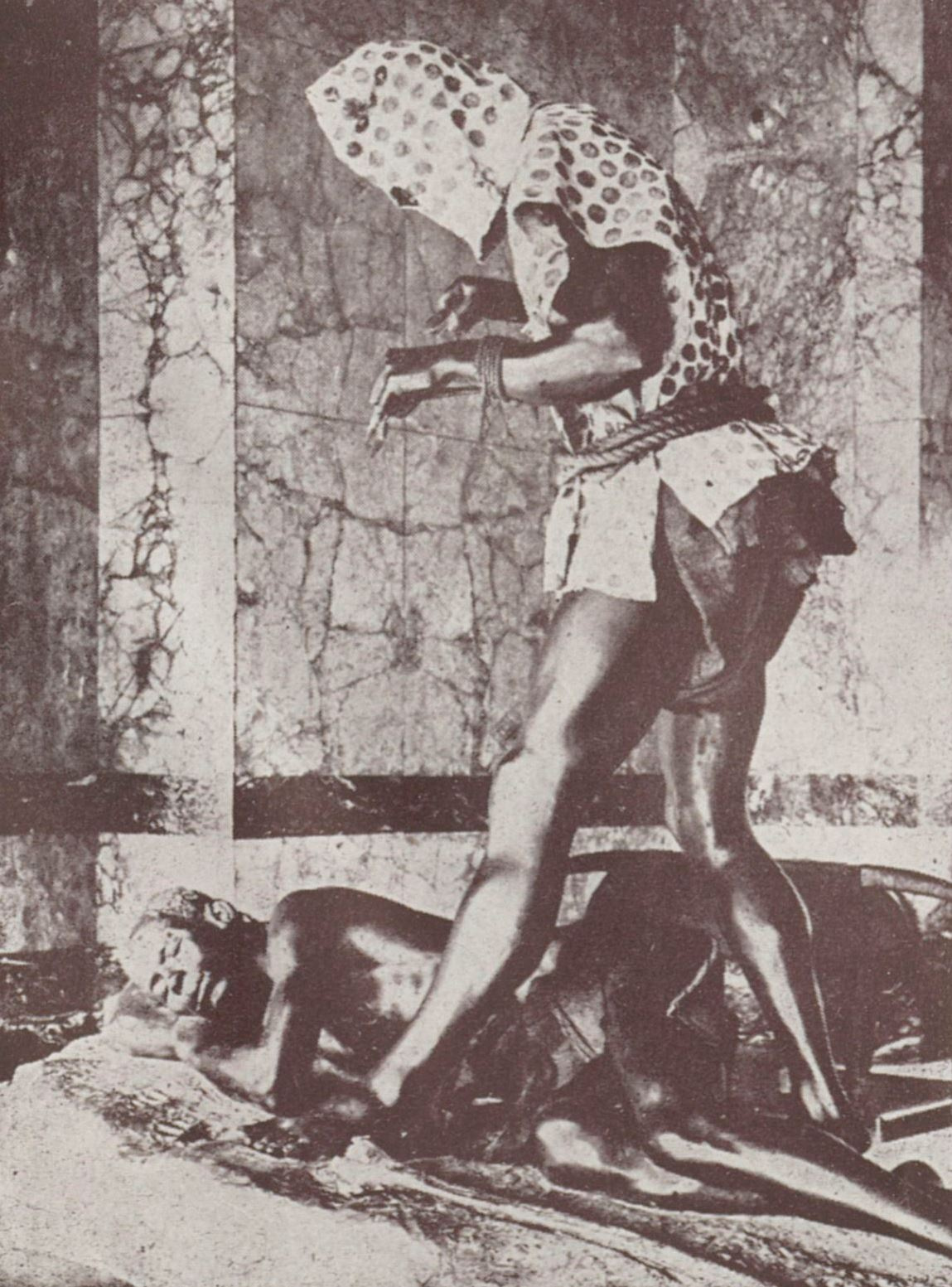
Reconstitution d'un homme-léopard au musée de Tervueren (photographie publiée en 1934).

Pour sa documentation, Hergé a l'embarras du choix. L'exposition coloniale de Paris en 1931 connaît un succès colossal. Les journaux font des reportages réguliers sur le Congo, les livres populaires abondent en ce sens, il faut compter en plus l'omniprésence de bulletins de propagande gouvernementale. Il est donc difficile de dire quelles sont les sources qu'Hergé a utilisées, tant elles baignent son univers. Malgré tout, il recopie une scène de chasse du livre Les Silences du colonel Bramble d'André Maurois,, s'inspire à nouveau des animaux de Benjamin Rabier et puise au Musée colonial de Tervueren quelques représentations d'objets, tels les pirogues et le fameux homme-léopard Aniota de l'album,. Lorsque Tintin est conduit en pirogue à la mission, les rameurs chantent Uélé maliba makasi, chanson en langue lingala, évoquant la rivière Uélé. À la fin de l'histoire, on apprend qu'Al Capone désire augmenter ses revenus en contrôlant la production de diamants en Afrique. La production minière, concernant nombre de minerais, fait justement partie des ressources économiques importantes du pays.

### Publication de l'album

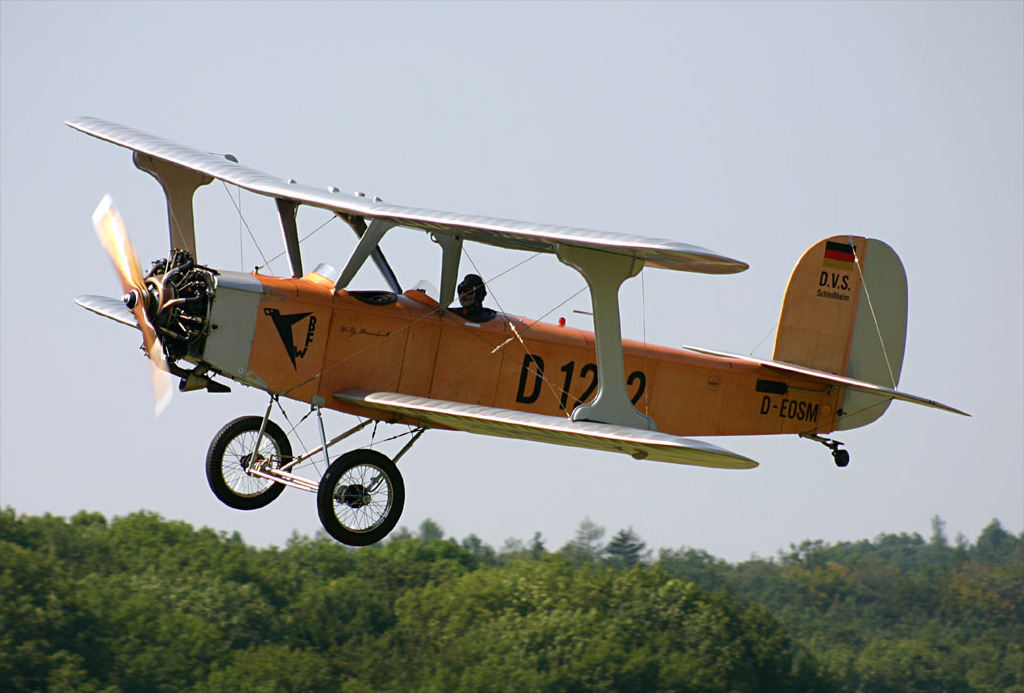
L'avion qui vole au secours de Tintin à la dernière planche est un Udet U-12 Flamingo.

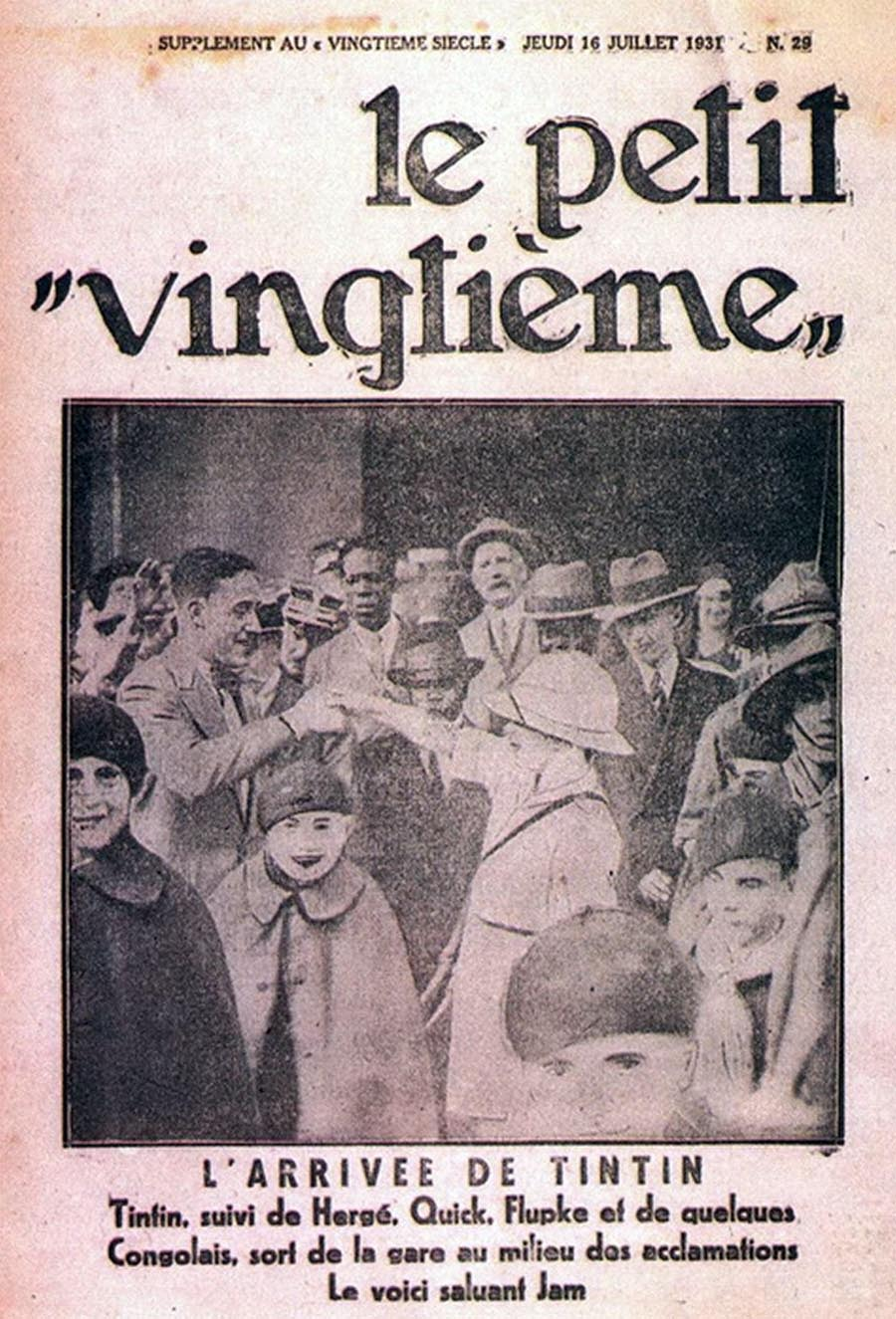
Une du Petit Vingtième du 16 juillet 1931.

Le 29 mai 1930, trois semaines après la fin de la parution de Tintin au pays des Soviets, Milou annonce dans Le Petit Vingtième son prochain voyage au Congo belge, et à partir du 5 juin 1930, la série est publiée toutes les semaines, jusqu'en juin 1931. La parution ne s'accompagne d'aucune controverse. Le 9 juillet 1931, Wallez organise, comme pour Tintin au pays des Soviets, le retour du héros à la Gare de Bruxelles-Nord, cette fois sous les traits de Henri Dendoncker coiffé d'un casque colonial, accompagné d'un chien blanc, de jeunes Congolais, Paul Jamin, Hergé et d'enfants déguisés en Quick et Flupke. La foule qui les accompagne et les acclame témoigne du succès de cette nouvelle aventure. C'est un coup d'éclat commercial, les éditions du Petit Vingtième ayant d'ores et déjà proposé l'album à la vente au cours de la manifestation. Peu après, le journal Cœurs vaillants diffuse à son tour l'histoire en France.

Mise en scène du retour de Tintin du Congo en gare de Bruxelles, photographies dans Le Petit Vingtième.
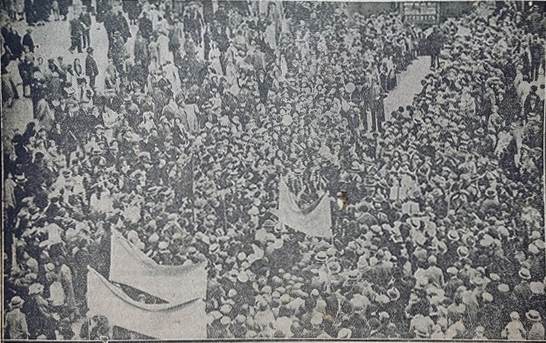
« Pendant le discours de bienvenue, la foule énorme de petits vingtiémistes se bousculent pour voir de près notre héros. »
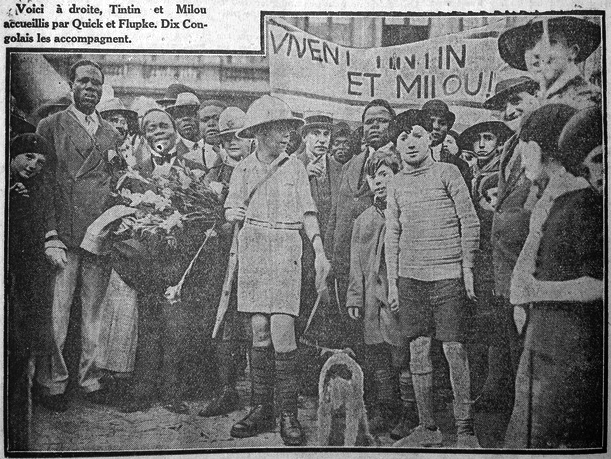
« Tintin et Milou accueillis par Quick et Flupke. Dix Congolais les accompagnent. »
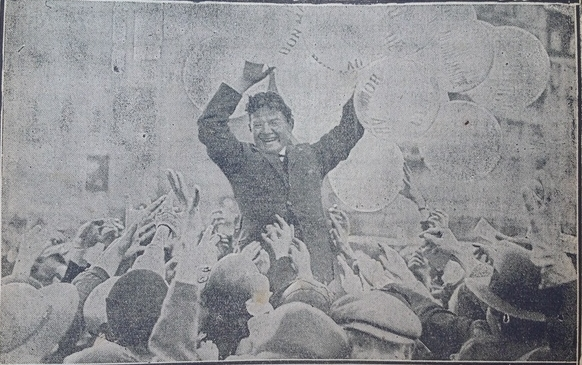
« On s'arrache les ballonnets avant le retour de Tintin. »

Devant les succès de son auteur, Le Vingtième Siècle signe un nouveau contrat avec Hergé : celui-ci gagne désormais 2 000 francs mensuels, au lieu des 600 qu'il gagnait à ses débuts. En mai 1931, il rencontre Alain Saint-Ogan, l'un de ses modèles déclarés, et reçoit ses encouragements à persévérer dans le métier de la bande dessinée.
Dix mille exemplaires de Tintin au Congo sont vendus en 1931, dont un tirage de tête de 500 exemplaires, numérotés et signés « Tintin » et « Milou » sur la première page de garde de gauche. Ce dernier tirage est extrêmement rare, puisqu'on estime que moins de douze exemplaires existent encore dans le monde, l'un d'eux s'étant vendu en 2009 pour la somme de 72 600 euros. En 1934, Casterman devient le nouvel éditeur des Aventures de Tintin et réédite l'album en 1937 avec deux modifications majeures : une nouvelle couverture et la suppression des références au Petit Vingtième dans toutes les bulles. Le nouvel éditeur propose également de changer le titre, mais Hergé refuse, car il n'a pas d'idée pour un autre titre qui s'imposerait tout seul, et le public s'y est déjà habitué. Il y aura d'autres rééditions pendant la Seconde Guerre mondiale, qui porteront le total des albums vendus avant 1946 (avant la publication des albums en couleurs), à 25 300 exemplaires, soit une partie infime du tirage global, toutes époques et édition s confondues.

### Nouvelle édition en couleurs en 1946

#### Pénurie de papier
L'arrivée de la Seconde Guerre mondiale bouscule les habitudes. Le Vingtième Siècle a disparu, et le journal Le Soir prépublie dorénavant Les Aventures de Tintin, ce qui permet une plus grande médiatisation du travail d'Hergé et donc une augmentation des ventes. L'occupation de la Belgique provoque des pénuries de papier, qui conduisent les éditions Casterman à vouloir réduire le nombre de pages des albums. Le magazine Bravo !, qui commence à paraître en 1940 en quadrichromie et en français, connaît beaucoup de succès. Enfin, l'éditeur remarque qu'il perd des ventes en France et en Suisse à cause du dessin resté en noir et blanc. Pour toutes ces raisons, Louis Casterman travaille avec Hergé à partir de mars 1941 pour qu'il colorise ses Aventures et diminue le nombre de planches, ce que Hergé accepte en février 1942, une fois ses réticences levées. Ces modifications permettent de répondre plus favorablement aux libraires qui réclament plus d'albums à vendre. Le succès à venir de cette décision ne se fait pas attendre.

#### Les services d'Edgar P. Jacobs
Pour l'aider dans sa longue tâche d'écriture des Aventures de Tintin et de réécriture des albums en noir et blanc, Hergé s'adjoint les services d'Edgar P. Jacobs (en particulier pour Tintin au Congo). Hergé s'appuie sur le découpage de la version néerlandaise pour Het Laatste Nieuws, publiée en 1940 et 1941 avec de nombreuses retouches, notamment à l'encre de Chine et de nombreuses modifications pour moderniser la BD,. Ensemble, ils redessinent l'aventure, la colorisent et la réduisent de 115 planches à 62. La quasi-totalité des images sont reprises, les décors sont affinés et les dialogues rendus plus vifs, bien qu'ils perdent en force humoristique selon le biographe d’Hergé des années 1990, Assouline. L'album est finalement publié dans sa version en couleurs en 1946.

#### La leçon de géographie remplacée par une leçon de mathématiques
Depuis la publication du Lotus bleu en 1934, Hergé se documente beaucoup plus pour chacune de ses histoires. La refonte de Tintin au Congo n'échappe pas à la règle. Il se sert de nombreuses photos d'époque et de cartes géographiques pour reproduire fidèlement des objets dans l'album. Afin de s'émanciper du public belge et de s'ouvrir à d'autres marchés, Hergé gomme les allusions à la Belgique et au statut colonial : le nom du navire Thysville disparaît, il n'y a plus d'escale à Boma ni d'arrivée à Matadi, Tintin annonçant simplement « Et voilà l'Afrique », et la leçon de géographie que donnait Tintin est remplacée par une leçon de mathématiques plus consensuelle. Ces modifications universalisent l'aventure : Tintin est désormais plus un Européen visitant l'Afrique qu'un citoyen belge passant en revue sa colonie. Il transforme aussi le personnage Jimmy Mac Duff, « directeur du grand cirque américain » et propriétaire noir du léopard que Tintin chasse de sa classe, qui devient un personnage blanc et « fournisseur des plus grands zoos d'Europe »,. Enfin, Hergé s'amuse à modifier la scène de départ : Dupond et Dupont font une brève apparition, alors qu'ils n'apparaissent qu'à partir des Cigares du pharaon dans les versions en noir et blanc, Quick et Flupke gardent leur présence discrète, et Hergé se représente lui-même accompagné de ses amis Edgar P. Jacobs et Jacques Van Melkebeke.

### Réédition en 1970 et controverses

#### Critiques liées au racisme

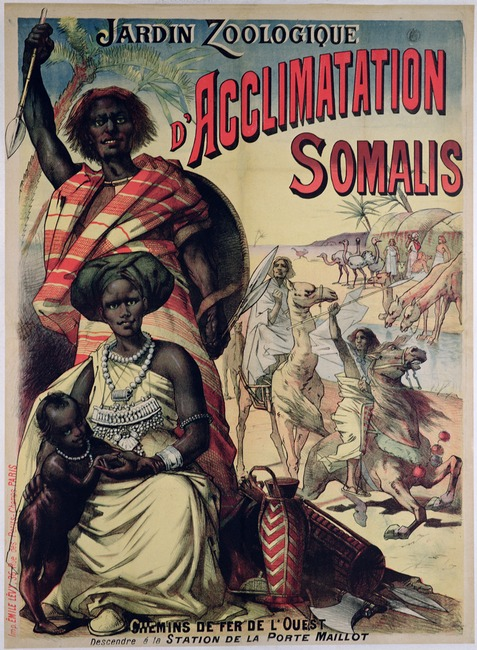
Publicité présentant le camp des Somalis au Jardin zoologique de Paris en 1890.

Dans les années 1960, Tintin au Congo connaît le même destin que Tintin au pays des Soviets : il est introuvable en librairie, les stocks étant épuisés. Les éditions Casterman n'ont en effet pas réédité l'album, car elles s'inquiètent d'une potentielle indignation de la part d'intellectuels occidentaux pro-africains, d'autant plus dans le contexte de la décolonisation de l'Afrique et de l'indépendance du Congo — la réaction des Africains est moins à craindre finalement, Tintin jouissant d'une excellente popularité en Afrique. 
Le problème se pose aussi pour l'album Tintin au pays des Soviets, également introuvable à moins de payer une fortune sur le marché de la seconde main.
Hergé avait accepté cette décision  de ne pas réimprimer ces albums, à contrecœur, d'autant plus que 800 000 exemplaires de Tintin au Congo s'étaient vendus depuis 1946. L'embarras des éditions Casterman est tel qu'elles retirent la vignette de l'album de la quatrième de couverture des Bijoux de la Castafiore, en 1963. Surpris, Hergé invite son éditeur à corriger cette erreur et à réimprimer sans attendre Tintin au Congo partout dans le monde, sauf en Afrique pour ne pas contrarier les Africains — l'album ayant pourtant déjà été réédité par une maison d'édition rwandaise dans une version en swahili, distribué à 10 000 exemplaires.
La situation reste bloquée jusqu'à la fin des années 1960, quand Hergé somme son éditeur de republier Tintin au Congo, d'autant plus que les éditions Rencontre, basées à Genève , l'ont contacté à ce sujet. Hergé est aussi en négociation avec Dupuis, selon le dessinateur Jacques Martin cité par Assouline . Dès septembre 1969, les Studios Hergé acceptent de réaliser une reproduction de l'album Tintin au pays des Soviets en 500 exemplaires, qui ne sont pas vendus mais offerts à des amis de l'auteur,, puis sa véritable réimpression avant de faire marche arrière à l’automne 1972" face à des pressions venues de Paris.
Casterman accède rapidement à sa requête concernant Tintin au Congo et procède à quelques corrections, par exemple le remplacement de « nègre » par « noir » dans les textes. L'album est à nouveau disponible en mai 1970 dans sa version en couleurs, tandis que celle en noir et blanc est rééditée trois ans plus tard au sein des Archives Hergé. Cette longue période d'hésitations est la conséquence d'attaques contre l'œuvre d'Hergé depuis plusieurs années. En 1960, Le Canard enchaîné invite ses lecteurs à se méfier de :
« ce « héros » pour qui les Blancs sont tout blancs et les Noirs tout noirs. Si vos enfants doivent être sages comme des images, évitez que ces images soient du dessinateur Hergé. »
— Le Canard enchaîné, 12 janvier 1960, 
Plus tard, le magazine Jeune Afrique publie une violente critique de Gabrielle Rolin qui dénonce des albums réactionnaires et un antisémitisme latent :
« Le nom des « Mauvais » est à lui seul révélateur : Salomon Goldstein, Rastapopoulos, le Cheik Bab el Ehr, le maréchal Plekszy-Gladz ; leur physique ne l'est pas moins : nez crochu des uns, teint coloré des autres (ceux que le capitaine Haddock traite de « coloquintes à la graisse d'anthracite »), pommettes mongoles des troisièmes. »
— Gabrielle Rolin, « Tintin le vertueux — l'oreille réactionnaire », Jeune Afrique, 3 janvier 1962, 
À l'insu d'Hergé, la réédition colorisée de Tintin au Congo a peut-être été un élément aggravant de ce malaise. La version de 1931 en noir et blanc est très clairement datée et le style du dessin indique, dès le premier regard, que l'album s'inscrit dans son époque. Au contraire, la version de 1946 en couleurs est dans le même style que le reste des Aventures de Tintin et se déroule dans un cadre plus intemporel, annulant du même coup l'effet de distanciation avec une époque révolue que pourrait avoir le lecteur.
Conscient de ces soupçons de contenu raciste, Hergé se réfugie derrière les préjugés des années 1930 auxquels il n'a pas su échapper comme pour Tintin au pays des Soviets. Pour lui, Tintin au Congo est rempli de stéréotypes typiques de la vision qu'avaient de l'Afrique les Européens à cette époque, et les personnages de son ouvrage sont « des noirs de fantaisie »,. Dans une interview donnée à Numa Sadoul, Hergé déclare :
« Toutes les opinions sont libres, y compris celle de prétendre que je suis raciste... Mais enfin, soit ! Il y a eu Tintin au Congo, je le reconnais. C'était en 1930. Je ne connaissais de ce pays que ce que les gens en racontaient à l'époque : « Les nègres sont de grands enfants... Heureusement pour eux que nous sommes là ! etc. » Et je les ai dessinés, ces Africains, d'après ces critères-là, dans le pur esprit paternaliste qui était celui de l'époque, en Belgique. »
— Hergé, 
Des références aujourd'hui célèbres ont pourtant été ignorées par Hergé, comme le Voyage au Congo d'André Gide et le recueil d'articles Terre d'ébène du reporter Albert Londres — pourtant admiré par l'auteur de Tintin —, ouvrages qui critiquent profondément l'action belge dans sa colonie. Selon le biographe Pierre Assouline, Hergé est en fait parfaitement en phase avec les préjugés de son époque et de son entourage. Il n'a pas de contradictions, il est d'accord avec les idées coloniales véhiculées par Le Vingtième Siècle et ne les remet pas en question. L'album suivant, Tintin en Amérique, avait ensuite résumé le précédent à une enquête de Tintin sur un trafic de diamants en Afrique contrôlé par Al Capone, soulignant cette fois un idéal de journalisme d'investigation courageux ,,, qui s'épanouira plus franchement dans l'épisode américain.
Si la situation en Europe est tendue pour l'auteur, elle l'est beaucoup moins au Zaïre. Tintin y est une partie du patrimoine national, car il est allé au Congo sans même avoir rencontré des cultures majeures comme la Grèce ou le Japon. D'après Christophe Cassiau-Haurie, écrivain spécialiste de la bande dessinée africaine, Tintin au Congo « est une des premières œuvres artistiques à faire rentrer le pays dans l’imaginaire mondial, donc c’est un motif de fierté pour eux ». Tintin fait partie de l'imaginaire collectif congolais, au point que le dictateur du Zaïre Joseph-Désiré Mobutu félicite Richard Nixon en 1969 pour le succès d'Apollo 11 en rappelant que Tintin et le capitaine Haddock avaient été pionniers dans ce domaine avec l'album On a marché sur la Lune. Selon Christophe Cassiau-Haurie, cette popularité contribue à expliquer pourquoi le pays constitue aujourd'hui « le plus grand vivier du 9e art en Afrique ». Les jeunes lecteurs congolais lisent l'œuvre d'Hergé et son style, la fameuse ligne claire, est souvent réutilisé par les dessinateurs locaux. Peu avant la reparution de Tintin au Congo en couleurs, l'hebdomadaire Zaïre, qui avait réclamé la réédition de l'album, republie celui-ci dans ses pages et écrit un article élogieux :
« Il y a une chose que les Blancs qui avaient arrêté la circulation de Tintin au Congo n'ont pas comprise. Cette chose, la voici : si certaines images caricaturales du peuple congolais données par Tintin au Congo font sourire les Blancs, elles font rire franchement les Congolais, parce que les Congolais y trouvent matière à se moquer de l'homme blanc « qui les voyait comme cela » ! »
— Zaïre, N°73, 2 décembre 1969, 
La controverse disparaît jusqu'au début du XXIe siècle, et Hergé croit avoir le mot de la fin en déclarant à propos de Tintin au Congo :
« Cet album est un péché de jeunesse. On sent bien que c'est une fantaisie. J'ai fait ça très légèrement, je dois le dire, en me fiant plutôt à des racontars, à ce que disaient les coloniaux revenus de là-bas, à quelques récits de voyage... Je ne le renie pas mais je le referais très différemment. Pour commencer, j'irais faire un voyage, je me documenterais, j'irais me baigner dans l'atmosphère du Congo. »
— Hergé dans une émission radiophonique, 

#### Critiques liées à l'écologie
En 1931, les problématiques liées à la conservation de la nature sont encore inconnues d'Hergé (contrairement aux albums suivants), aussi fait-il participer Tintin à plusieurs safaris et chasses. Il s'ensuit un « massacre massif et gratuit de la faune » : il tue une quinzaine de gazelles, dépèce un singe, chasse le lion, abat un serpent constricteur, donne des coups de pied à un léopard, récupère les défenses d'un éléphant, pulvérise un rhinocéros à la dynamite et assomme un buffle (ayant donc fait face au fameux Big five cher aux safaris).
« Des critiques ? Oui, il y en a des quantités à faire ! Et je vois que Tintin là-dedans tue des animaux avec une joie infinie. Pourquoi fait-il ça ? Je suis très étonné de le découvrir aussi cruel. »
— Hergé, 
En particulier, la scène du dynamitage du rhinocéros pose problème à l'éditeur scandinave qui obtient sa modification en 1975 auprès d'Hergé. Dans la nouvelle page redessinée pour l'exportation, le rhinocéros s'enfuit effrayé, et sain et sauf, par un coup de fusil qu'il déclenche lui-même. Aujourd'hui, seules les éditions française et néerlandaise conservent la scène initiale, à l'inverse de toutes les autres éditions dans le monde.

### Retour de Tintin au Congo
Tintin retournera au Congo en 1970 dans le court-métrage d'animation publicitaire Tintin et la SGM (Société Générale des Minerais belge). Un livre broché adapté du film est édité la même année par Publiart (Guy Decissy)/Casterman.

### XXIesiècleet nouvelles polémiques
Lorsque la Fondation Hergé annonce en mars 2007 le début de la préproduction d'une série de films produits par Steven Spielberg dans l'univers de Tintin, l'intérêt du Royaume-Uni pour ses Aventures renaît. Le 11 juillet 2007, la Commission britannique pour l'égalité raciale, sur demande de l'avocat David Enright, juge Tintin au Congo raciste et demande son retrait des librairies. Dans beaucoup de magasins en Angleterre, Australie et Nouvelle-Zélande, l'album quitte le rayon pour enfants et rejoint celui des adultes. La bibliothèque publique de Brooklyn à New York le retire aussi de ses rayons. Des plaintes sont également déposées en Suède et en France, mais sans résultat. Aujourd'hui, la version anglaise contient une note invitant les lecteurs à se méfier des stéréotypes colonialistes. Cette polémique réapparaît en France en décembre 2014, quand un groupe de personnes liées au Conseil représentatif des associations noires de France collent des autocollants sur les albums de Tintin au Congo dans une librairie parisienne, pour réclamer la mise en place d'une préface à l'ouvrage, sur le modèle de l'édition en anglais.
Le 23 juillet 2007, Bienvenu Mbutu Mondondo, de nationalité congolaise, porte plainte pour racisme à Bruxelles,, demandant soit l'interdiction de vente de Tintin au Congo en Belgique, soit la présence d'un avertissement dans l'album. Il est débouté par la justice belge. Une deuxième plainte au civil est déposée en 2010 sans plus de réussite, puisque le 10 février 2012, la justice estime que Tintin au Congo n'était pas animé d'une intention discriminatoire, étant donné le contexte propre à l'époque. La défense fait également valoir que la loi contre le racisme n'existait pas à l'époque où Hergé a écrit l'album,.
À la fin des années 2000, Tintin au Congo est le deuxième album le plus vendu de toute l'œuvre d'Hergé, avec plus de dix millions d'exemplaires vendus, derrière Tintin en Amérique. L'album est également le plus populaire de la série auprès des enfants, et le plus célèbre en Afrique, en particulier dans les régions francophones. En république démocratique du Congo, le CD est devenu « le support favori de commercialisation du héros belge ».
Alain Mabanckou et Abdourahman Waberi écrivent dans leur Dictionnaire enjoué des cultures africaines, publié en 2020, que cette œuvre « est une des preuves historiques d'une certaine pensée occidentale – mais pas de toute la pensée occidentale ».

### 2023: nouvelle version préfacée
Une nouvelle version est publiée en 2023, incluant une préface rédigée par Philippe Goddin qui place l'album dans le contexte historique de l'époque,,. La première version des planches est rééditée en version colorisée. Un texte sur le caractère alors belge du Congo, modifié dans les éditions suivantes, et réédité dans sa version originale. La couverture, agrandissement colorisé d'une case, est inédite. Cette édition est vendue au sein d'un coffret incluant la première version récemment colorisée des trois premiers albums de Tintin.
Cette préface est néanmoins à son tour critiquée par plusieurs historiens qui accusent son auteur de dédouaner l'auteur de tout racisme ou de toute adhésion au colonialisme. Pascal Blanchard, spécialiste de l'histoire coloniale, la juge « très contestable ». La rédaction de Jeune Afrique regrette qu'aucun Congolais n'ait été sollicité. Le collectif belge Mémoire Coloniale et Lutte contre les Discriminations reproche à Goddin de ne proposer aucune remise en question, voire de « [recycler] (...) des arguments de propagande coloniale » dans sa préface. En France, le Conseil représentatif des associations noires en salue toutefois le principe.

## Analyse

### Style et narration
Benoît Peeters note une amélioration dans les dessins de Tintin au Congo en noir et blanc par rapport à Tintin au pays des Soviets, mais déplore un scénario rachitique où Tintin et Milou passent leur temps à chasser des animaux. Un semblant d'intrigue apparaît toutefois à la fin de l'album quand Tintin apprend que le méchant qu'il poursuit agit en réalité pour le compte d'Al Capone. Quant aux dialogues, ils n'ont pas la légèreté des albums suivants, et frisent parfois l'anthologie quand ils se perdent en explications superflues,. En revanche, Hergé innove en utilisant pour la première fois la méthode de l'ellipse pour raconter l'histoire,. Michael Farr se dit également déçu par la version de 1946 qu'il trouve fade et détachée de la réalité, non seulement dans les couleurs qui sont plus proches de celles de l'Europe que de l'Afrique, mais aussi dans le comportement de Tintin et Milou.

### Personnages
Mis à part Tintin et Milou, les personnages de l’album sont secondaires. Ils jouent au fil des pages les rôles d'adjuvants ou d'antagonistes, mais leurs personnalités ne sont pas développées.

#### Tintin

La signature d'Hergé.

Tintin est dessiné simplement, son visage est neutre et impersonnel, son seul signe distinctif est sa mèche de cheveux caractéristique. Quant à son âge, il n'est pas déterminé, mais il ressemble plutôt à un adolescent. Son caractère se rapproche des valeurs du scoutisme auquel est ajouté un côté intrépide pour se tirer de tous les genres de situations.
Dans Tintin au Congo, Tintin maîtrise les avatars de la technologie : il remporte une guerre à l'aide d'un électroaimant, tue un rhinocéros à l'aide d'un bâton de dynamite et un cordeau Bickford, soigne un malade grâce à un cachet de quinine et projette un film enregistré avec un électrophone. Comme les Africains eux-mêmes n'ont accès à ces outils que sous une forme inférieure, telle la locomotive que la voiture du héros fait dérailler par sa seule présence, Tintin a tous les traits d'un sorcier à leurs yeux. Il est d'ailleurs appelé « Boula-Matari », ce qui signifie le « briseur de rochers », comme le surnom donné par les Congolais à l'explorateur Henry Morton Stanley. Quand la technologie ne remplit plus son rôle salvateur, des invocations divines deviennent nécessaires, par exemple avant d'affronter un léopard dans la salle de classe ou pour échapper à la mort dans une cascade. Cette dimension religieuse renforce l'idée que Tintin est au Congo ce que Jeanne d'Arc est à Orléans : il est investi d'une mission divine pour éliminer le Mal.
Tintin se comporte donc comme un modèle pour les Africains. Il leur reproche leur lâcheté de ne pas sauver Milou (Tintin s'exclame : « Et vous n'avez rien fait pour le sauver ??.... Vous allez voir comment on fait lorsqu'on est un homme ! »), il prend sur lui de protéger ses élèves et fait face à ses ennemis plutôt que de fuir. Cette supériorité est de plus reconnue par les personnages qu'il rencontre : outre son surnom, il devient chef des Ba Baoro'm et il fait régner la justice dans son village tel le roi Salomon. Tintin se préoccupe également de leur éducation, les Noirs étant dessinés comme de grands enfants, à la fois gentils, crédules et couards. Il assiste le missionnaire dans ses tâches, il impose ses nombreux équipements et donne ses ordres et conseils à Coco ou autres subalternes. À travers lui, c'est l’État moderne qui s'exprime. Mais finalement, Tintin est le seul à ne rien retirer de son voyage puisqu'il repart avec les mêmes idées qu'à son arrivée, même s'il regrette dans les dernières pages de n'être pas resté plus longtemps,.
Avec plus de recul, des auteurs ont étudié le lien entre les idées politiques d'Hergé (droite traditionnelle) et celles de son héros. Tintin s'oppose d'abord au communisme soviétique dans Tintin au pays des Soviets, puis visite l'empire colonial belge et enfin s'attaque au capitalisme américain dans Tintin en Amérique. C'est un personnage viril, fort, sans émotion apparente, qui rassemble en lui des traits caractéristiques de la jeunesse promue par l'extrême droite des années 1930.
Comme dans ses Aventures qui vont suivre, Tintin lutte contre des sociétés secrètes. Il se bat d'abord contre les Aniotas (hommes-léopards), puis contre le gang d'Al Capone personnifié par le « mauvais blanc » Tom. Tintin s'éloigne alors de son métier de reporter et se rapproche d'un rôle de révolutionnaire pour permettre la modernisation et l'essor du Congo belge.

#### Milou

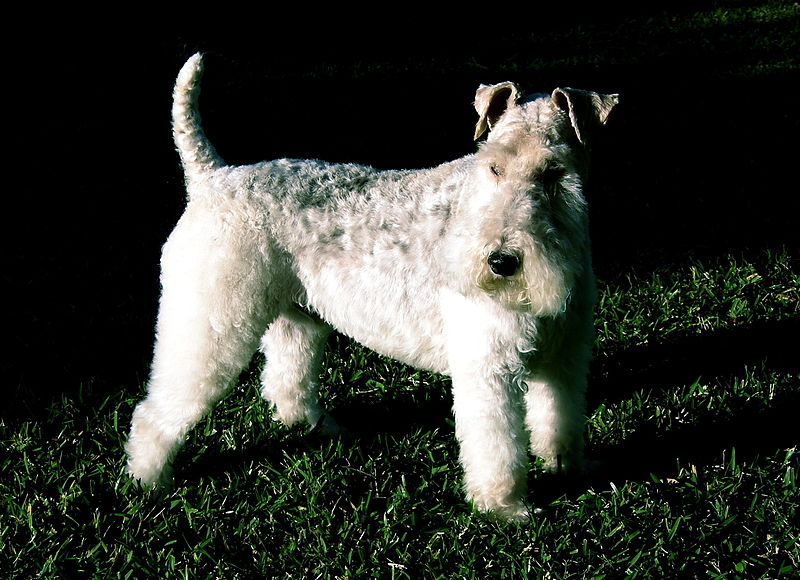
Un fox-terrier.

Milou est le chien (un fox-terrier à poil dur) de Tintin. Attaché à lui-même et à son confort, il bataille volontiers aux côtés de son maître quand le besoin s'en fait sentir. Il est un personnage à part entière, en quelque sorte le jeune frère de Tintin, et est doué de la parole, même si son maître est le seul à pouvoir le comprendre. Ainsi, Milou n'est pas corrompu dans son innocence, car seul Tintin, archétype du Bien, fait son éducation. Ce dernier donne l'exemple à suivre, et il l'initie aux secrets du monde. En échange, Milou le flatte à chacun de ses succès mais fait aussi des commentaires tantôt humoristiques, tantôt moqueurs, comme pour mettre en perspective ses exploits répétés. Le lien qui existe entre Tintin et Milou dans Tintin au Congo est le prototype des liens qui se créeront dans les albums suivants entre Tintin et son entourage : plus tard, c'est le capitaine Haddock, en lieu et place de Milou, qui suivra les ordres de Tintin et qui commentera leurs aventures.
Avec ces deux héros, Hergé s'adresse à deux groupes de lecteurs : les plus âgés s'identifient à Tintin, un personnage volontaire et sûr de sa force, tandis que les plus jeunes se tournent vers Milou, dont les traits humains sont forcés. Il reproduit en effet de nombreux gestes humains, par exemple quand il se met debout sur ses pattes arrière, quand il pleure de douleur ou au moment de son couronnement par les Pygmées,.

### Utilisation de la science
Hergé mobilise la science à plusieurs reprises au cours de l'histoire, bien que prenant certaines libertés avec elle. Par exemple, Tintin réussit à dévier les projectiles métalliques des guerriers m'Hatouvou en utilisant un électroaimant. Cet objet peut dévier les électrons de leur trajectoire grâce à ce qu'on appelle la force de Laplace, agissant sur un courant électrique. Cependant, cette force ne peut pas dévier aussi facilement des objets, tels que les flèches reçues par Tintin. En effet, la force électromagnétique de l'électroaimant est très forte sur un centimètre, mais elle devient faible à 10 centimètres et négligeable à 1 mètre. Ainsi, l'électroaimant utilisé par Tintin n'avait aucune chance de dévier la trajectoire des projectiles reçus.
Plus tard, Tintin se réfugie dans un arbre pour échapper à un éléphant. Le journaliste parvient à le faire fuir grâce à sa loupe. En fait, il s'en sert pour concentrer les rayons du soleil en un seul point (le foyer) du crâne de l'animal, jusqu'à ce que celui-ci ressente une douleur et s'en aille. Cette technique s'appelle la magnification de la lumière solaire, que Tintin réutilisera dans Le Temple du Soleil pour allumer la pipe du capitaine Haddock.
Encore plus tard, afin de neutraliser un buffle, Tintin entaille deux hévéas, arbres très présents au Congo belge. Il s'en s'écoule deux traînées liquides de latex (substance qui, une fois traitée, donne du caoutchouc), se rejoignant en un même point. Une fois ce matériau solidifié, le journaliste en fait une fronde et utilise cette arme improvisée pour envoyer un rocher sur l'animal. Seulement, dans la réalité, il est impossible de fabriquer une sangle suffisamment élastique à partir de latex non traité. Il aurait d'abord fallu le chauffer avec du soufre. Notons au passage que les hévéas dessinés par Hergé ressemblent plutôt à des conifères par leur stature et à des acacias par leurs feuilles.

## Éditions pirates et parodies
Des éditions pirates de Tintin au Congo ont été diffusées en réaction à son indisponibilité en librairie. Malgré les republications dans les années 1970, il faut attendre 1982 et l'édition d'un fac-similé par Casterman pour voir diminuer les prix de ces albums pirates.
En 1992 paraît une parodie satirique de l'aventure congolaise intitulée Chaud Équateur. Cette histoire met en avant le colonialisme, les liens entre Hergé et Léon Degrelle sont rappelés par un Milou franchement raciste, mais la qualité du dessin est faible,. Dans le dessin animé Le Chat du rabbin réalisé en 2011, l'histoire se passe en 1930 avec une apparition à la 65e minute d'un Tintin au Congo arborant une attitude paternaliste, et pour le coup, ennuyeuse. En février 2011, la revue d'art Collection publie un détournement de l'album sous le titre Tintin au Congo à poil, qui apporte un unique changement à l'œuvre originale : Tintin est représenté nu (ne conservant que ses chaussures et son chapeau) et sexué durant toute l'aventure,. Enfin, en 2012, l'écrivain Gordon Zola publie Train-train au Congo au sein de sa série parodique Les aventures de Saint-Tin et son ami Lou en évoquant à nouveau le racisme et l'hécatombe d'animaux,.
En 2015 sort Tintin Akei Kongo, une édition conforme de Tintin au Congo, dans une traduction en lingala, une des langues du Congo. L'artiste Ilan Manouach, déjà auteur de Katz, est soupçonné d'être l'auteur de cette édition.

## Projet d'adaptation cinématographique
En raison de son sujet controversé, l'album ne fut jamais adapté, que ce soit dans la série animée des années 1960 ou dans celle d'Ellipse de 1991, pourtant fidèle à la bande dessinée.
Après l'acquisition des droits cinématographiques des Aventures de Tintin par Steven Spielberg en 1984, la scénariste américaine Melissa Mathison travaille sur un script inspiré de Tintin au Congo. Roman Polanski est contacté en 1985 pour la réalisation, mais sa préférence va au Sceptre d'Ottokar. Ce projet est finalement abandonné,.

#### Œuvre d'Hergé
- Hergé, Tintin au Congo, Tournai-Paris, Casterman, 1995 (1re éd. 1931), 120 p. (ISBN 978-2-203-01112-0).

1. ↑  Hergé 1995, p. 29.
2. ↑  Hergé 1995, p. 59.
3. 1 2  Hergé 1995, p. 57.
4. ↑  Hergé 1995, p. 15.
5. ↑  Hergé 1995, p. 50.
6. ↑  Hergé 1995, p. 35.
7. 1 2  Hergé 1995, p. 71.
8. ↑  Hergé 1995, p. 83.
9. ↑  Hergé 1995, p. 12.
10. ↑  Hergé 1995, p. 92.
11. ↑  Hergé 1995, p. 52.
12. ↑  Hergé 1995, p. 70.
13. ↑  Hergé 1995, p. 20.
14. ↑  Hergé 1995, p. 17.
15. ↑  Hergé 1995, p. 8.
16. ↑  Hergé 1995, p. 95.

- Hergé, Tintin au Congo, Tournai-Paris, Casterman, 1974 (1re éd. 1946), 62 p. (ISBN 2-203-00101-1).

1. 1 2 3  Hergé 1974, p. 1.
2. ↑  Hergé 1974, p. 2.
3. ↑  Hergé 1974, p. 5.
4. ↑  Hergé 1974, p. 7.
5. 1 2  Hergé 1974, p. 9.
6. ↑  Hergé 1974, p. 11.
7. ↑  Hergé 1974, p. 13.
8. ↑  Hergé 1974, p. 18.
9. ↑  Hergé 1974, p. 15.
10. 1 2  Hergé 1974, p. 24.
11. ↑  Hergé 1974, p. 25.
12. ↑  Hergé 1974, p. 27.
13. ↑  Hergé 1974, p. 30.
14. 1 2 3  Hergé 1974, p. 31.
15. ↑  Hergé 1974, p. 33.
16. ↑  Hergé 1974, p. 34.
17. ↑  Hergé 1974, p. 35.
18. 1 2  Hergé 1974, p. 36.
19. ↑  Hergé 1974, p. 39.
20. ↑  Hergé 1974, p. 43.
21. ↑  Hergé 1974, p. 45.
22. ↑  Hergé 1974, p. 48.
23. ↑  Hergé 1974, p. 52.
24. ↑  Hergé 1974, p. 53.
25. ↑  Hergé 1974, p. 61.
26. ↑  Hergé 1974, p. 38.
27. ↑  Assouline 1996, p. 620.
28. ↑  Hergé 1974, p. 16.
29. ↑  Hergé 1974, p. 17.
30. ↑  Hergé 1974, p. 37.
31. ↑  Hergé 1974, p. 42.
32. ↑  Hergé 1974, p. 56.
33. 1 2  Hergé 1974, p. 59.
34. ↑  Hergé 1974, p. 40.

#### Ouvrages
- Patrice Guérin, Tintin au delà des idées reçues : 22 contre-vérités sur Hergé et son œuvre, Les Impressions nouvelles, 2024, 208 p. (ISBN 978-2-39070-115-6). .
- Jean-Marie Apostolidès, Les métamorphoses de Tintin, Paris, Flammarion, coll. « Champs », 2006, 435 p. (ISBN 978-2-08-124907-3).

1. ↑  Apostolidès 2006, p. 22.
2. 1 2  Apostolidès 2006, p. 26-27.
3. 1 2  Apostolidès 2006, p. 28.
4. ↑  Apostolidès 2006, p. 29.
5. ↑  Apostolidès 2006, p. 30.
6. ↑  Apostolidès 2006, p. 33.
7. ↑  Apostolidès 2006, p. 31.
8. ↑  Apostolidès 2006, p. 32.
9. ↑  Apostolidès 2006, p. 35.
10. ↑  Apostolidès 2006, p. 25.
11. ↑  Apostolidès 2006, p. 24.
12. ↑  Apostolidès 2006, p. 34.
13. 1 2 3 4  Apostolidès 2006, p. 23.
14. ↑  Apostolidès 2006, p. 84.
15. ↑  Apostolidès 2006, p. 85-86.
16. ↑  Apostolidès 2006, p. 87.

- Pierre Assouline, Hergé, Paris, Gallimard, coll. « Folio », 1996, 820 p. (ISBN 978-2-07-040235-9), p. 81-89.

1. 1 2  Assouline 1996, p. 41.
2. ↑  Assouline 1996, p. 45-48.
3. ↑  Assouline 1996, p. 61.
4. ↑  Assouline 1996, p. 76.
5. ↑  Assouline 1996, p. 74.
6. ↑  Assouline 1996, p. 81.
7. 1 2  Assouline 1996, p. 82.
8. 1 2 3  Assouline 1996, p. 83.
9. 1 2 3 4  Assouline 1996, p. 86.
10. ↑  Assouline 1996, p. 90.
11. ↑  Assouline 1996, p. 174.
12. 1 2 3  Assouline 1996, p. 322.
13. 1 2 3  Assouline 1996, p. 623.
14. 1 2 3 4  Assouline 1996, p. 624.
15. 1 2 3  Assouline 1996, p. 625.
16. ↑  Assouline 1996, p. 87-88.
17. ↑  Assouline 1996, p. 89.
18. 1 2 3  Assouline 1996, p. 626-627.
19. ↑  Assouline 1996, p. 84.
20. ↑  Assouline 1996, p. 64.
21. 1 2  Assouline 1996, p. 65.

- Philippe Chanson, Tintin au Congo c'est quand même un peu gros ! — Une relecture critique de l'imagerie nègre en perspective créole, Tribune libre, 1995, 59 p.
- Daniel Couvreur et Alain De Kuyssche, Tintin au Congo de papa, Bruxelles, Éditions Moulinsart / Le Soir, 2010, 64 p. (ISBN 978-2-87424-212-0, lire en ligne).

1. 1 2  Couvreur et De Kuyssche 2010, p. 7.
2. 1 2 3 4  Couvreur et De Kuyssche 2010, p. 9.
3. 1 2 3  Couvreur et De Kuyssche 2010, p. 12.
4. 1 2 3  Couvreur et De Kuyssche 2010, p. 11.
5. 1 2  Couvreur et De Kuyssche 2010, p. 56.
6. 1 2  Couvreur et De Kuyssche 2010, p. 17.
7. ↑  Couvreur et De Kuyssche 2010, p. 26.

- Michael Farr, Tintin — Le rêve et la réalité — L'histoire de la création des aventures de Tintin, Bruxelles, Éditions Moulinsart, 2001, 205 p. (ISBN 978-2-930284-58-3), p. 20-27.

1. 1 2 3  Farr 2001, p. 21.
2. 1 2 3  Farr 2001, p. 27.
3. 1 2 3  Farr 2001, p. 25.
4. 1 2 3 4 5  Farr 2001, p. 22.

- Philippe Goddin, Hergé, Chronologie d'une œuvre : 1907-1931, t. 1, Bruxelles, Éditions Moulinsart, 2000, 420 p. (ISBN 978-2-930284-37-8).
- Philippe Goddin, Hergé, Chronologie d'une œuvre : 1943-1949, t. 5, Bruxelles, Éditions Moulinsart, 2004, 420 p. (ISBN 978-2-87424-052-2).
- Philippe Goddin, Les tribulations de Tintin au Congo, Casterman, 2018.
- Didier Pasamonik, Patrick Pinchart, Nicolas Anspach et Charles-Louis Detournay, L'Affaire Tintin au Congo, Limal, Actuabd.com, coll. « Chronique de la BD », 2016, 218 p. (ISBN 978-2-930750-00-2).
- Benoît Peeters, Hergé, fils de Tintin, Paris, Flammarion, coll. « Champs », 2006, 629 p. (ISBN 978-2-08-080173-9), p. 98-103.

1. 1 2 3  Peeters 2006, p. 100.
2. ↑  Peeters 2006, p. 65.
3. ↑  Peeters 2006, p. 67-71.
4. ↑  Peeters 2006, p. 73-74.
5. ↑  Peeters 2006, p. 91-92.
6. 1 2  Peeters 2006, p. 102.
7. ↑  Peeters 2006, p. 112.
8. ↑  Peeters 2006, p. 110.
9. 1 2 3  Peeters 2006, p. 99.
10. 1 2 3  Peeters 2006, p. 98.
11. 1 2  Peeters 2006, p. 101.
12. 1 2 3  Peeters 2006, p. 250.
13. 1 2 3  Peeters 2006, p. 249.
14. ↑  Peeters 2006, p. 260.
15. 1 2  Peeters 2006, p. 541.
16. ↑  Peeters 2006, p. 537.
17. 1 2  Peeters 2006, p. 538.
18. 1 2  Peeters 2006, p. 539.

- Numa Sadoul, Tintin et moi, entretiens avec Hergé, Paris, Flammarion, coll. « Champs », 2000, 301 p. (ISBN 2-08-080052-3).
- Frédéric Soumois, Dossier Tintin : Sources, Versions, Thèmes, Structures, Bruxelles, Jacques Antoine, 1987, 316 p. (ISBN 2-87191-009-X).
- Alain-Jacques Tornare, Tint'interdit — Pastiches et parodies, Éditions de Penthes — Éditions Cabédita, 2014, 48 p. (ISBN 978-2-88295-697-2), p. 29-30.
- Marcel Wilmet, Tintin noir sur blanc : L'aventure des aventures, Tournai-Paris, Casterman, 2011, 128 p. (ISBN 978-2-203-01779-5), p. 24-33.

1. ↑  Wilmet 2011, p. 26.
2. 1 2  Wilmet 2011, p. 27.
3. ↑  Wilmet 2011, p. 28.
4. ↑  Wilmet 2011, p. 125.

#### Articles
- Philippe Delisle, « Clichés d'Afrique », Philosophie Magazine, Paris, no 8H « Tintin au pays des philosophes »,‎ septembre 2010, p. 36-38.
- Jean-Louis Donnadieu, « Colonisation : L'Afrique de l'homme blanc », Historia, Paris « Les personnages de Tintin dans l'histoire : Les événements de 1930 à 1944 qui ont inspiré l'œuvre d'Hergé »,‎ juillet 2011, p. 33-37.
- Jean-Jacques Mandel (photogr. Pascal Maître), « Congo, l'Afrique sans rancune », Géo, Paris, no 1H « Tintin, grand voyageur du siècle »,‎ novembre 2000, p. 42-54 (ISSN 0220-8245).
- Eudes Girard, « Une relecture de Tintin au Congo », Études, no 416,‎ juillet 2012.
- Théo Hachez, « Tous les petits Blancs y en a être comme Tintin », La Revue Nouvelle, vol. 1/2,‎ janvier-février 2005 (lire en ligne, consulté le 25 septembre 2018).

### Autres références
1. ↑  (en) Lukas Etter, « Jazz Between the Lines: Sound Notation, Dances, and Stereotypes in Hergé’s Early Tintin Comics », European Journal of American Studies, vol. 12, nos 12-4,‎ 22 décembre 2017 (ISSN 1991-9336, DOI 10.4000/ejas.12402, lire en ligne, consulté le 12 janvier 2021).
2. ↑  Jean-Jacques Mandel, Tintin, grand voyageur du siècle, p. 76 à 89.
3. ↑  « De l'or en planches », L'Express — Hergé, la vie secrète du père de Tintin, no 5 H,‎ décembre 2009, p. 85 (ISSN 0014-5270).
4. 1 2  « Mais c'est quoi le problème avec Tintin au Congo ? », sur Les Inrocks, 14 décembre 2018.
5. ↑  « Porte ma malle, brosse mes bottines », sur Le Soir +, 1er décembre 2018.
6. 1 2  Guérin 2024, p. 180.
7. 1 2  Guérin 2024, p. 184.
8. 1 2  Guérin 2024, p. 185.
9. ↑  « "Tintin in the Congo" change de rayon », sur Lemonde.fr, 12 juillet 2007 (consulté le 16 septembre 2014).
10. ↑  Sadoul 2000, p. 89.
11. ↑  "Hergé fils de Tintin", par Benoît Peeters aux Éditions Flammarion en 2016
12. ↑  "Les journalistes d'investigation sont des Tintin de l'info", dans Le Monde le 18 février 2005
13. ↑  "Journalisme d’investigation : mythe ou réalité ?" par Bernard Rappaz pour Géopolitis
14. 1 2 3  Amaury Hauchard, « Tintin superstar au Congo », sur Le Monde, 4 septembre 2015 (consulté le 4 septembre 2015).
15. ↑  Christophe Cassiau-Haurie, « La BD congolaise, fille aînée de la BD belge ? », Africultures,‎ 24 septembre 2011 (lire en ligne).
16. ↑  « Tintin au Congo jugé « toxique » par un collectif antiraciste », Le Figaro, 9 décembre 2014.
17. ↑  « Bienvenu Mbutu Mondondo : « Cette bande dessinée est raciste ». », sur www.actuabd.com, 31 août 2007 (consulté le 21 septembre 2014).
18. 1 2 3  « Le « faux procès » de Tintin au Congo », sur www.lesoir.be, 14 octobre 2011 (consulté le 21 septembre 2014).
19. ↑  « La justice belge refuse d'interdire Tintin au Congo », sur www.lemonde.fr, 10 février 2012 (consulté le 21 septembre 2014).
20. ↑  Alain Mabanckou et Abdourahman Waberi, Dictionnaire enjoué des cultures africaines, Fayard, 2020, p. 293.
21. ↑  "Tintin au Congo" muni d'une préface sur son contexte colonial, C.Bo. avec AFP, 10/12/2023 à 10:09, BFM
https://www.bfmtv.com/people/bandes-dessinees/tintin-au-congo-muni-d-une-preface-sur-son-contexte-colonial_AD-202312100165.html
22. ↑  « « Tintin au Congo » enfin muni d’une préface sur son contexte colonial », Le Monde.fr,‎ 11 décembre 2023 (lire en ligne, consulté le 12 décembre 2023).
23. ↑  « « Tintin au Congo » préfacé et revisité, une fausse bonne idée ? – Jeune Afrique », sur JeuneAfrique.com (consulté le 12 décembre 2023).
24. 1 2  AFP, « “Tintin au Congo” : une version inédite, avec une préface rappelant le contexte colonial », Télérama, 11 décembre 2023 (consulté le 14 décembre 2023).
25. ↑  Damien Glez, « « Tintin au Congo » préfacé et revisité, une fausse bonne idée ? », Jeune Afrique, 11 décembre 2023 (consulté le 14 décembre 2023).
26. ↑  Céline Biourge, « La discrète et polémique réédition de "Tintin au Congo" avec une préface pour remettre la BD dans son contexte », sur RTBF, 12 décembre 2023 (consulté le 14 décembre 2023).
27. 1 2 3  Tintin au pays des savants, Bruxelles/Paris, Éditions Moulinsart, 2003, 157 p. (ISBN 978-2-87424-015-7 et 2-87424-015-X), p. 138 à 145.
28. ↑  « Casterman chassent (sic) les pirates ! », sur naufrageur.com (consulté le 21 septembre 2014).
29. 1 2  Tornare 2014, p. 29.
30. ↑  « Tintin retourne au Congo ! », sur naufrageur.com (consulté le 21 septembre 2014).
31. 1 2  Tornare 2014, p. 30.
32. ↑  « Tintin au Congo à poil », sur tintinaucongoapoil.tumblr.com (consulté le 6 avril 2011).
33. ↑  Éric Mogis, Les aventures de Saint-Tin et son ami Lou. Train-train au Congo, Paris, Éditions du Léopard Démasqué, 2012, 157 p. (ISBN 978-2-35831-041-3), p. 145 et 157.
34. ↑  Dan Nadel, « Non-event », sur The Comics Journal, 29 janvier 2015.
35. ↑  « Hollywood, porte d'entrée de Tintin pour séduire l'Amérique », sur lemonde.fr (consulté le 17 décembre 2014).
36. ↑  « Tintin : Spielberg va-t-il réussir là où les autres ont échoué ? », sur lefigaro.fr (consulté le 17 décembre 2014).